# Skordalià
Skordalià (σκορδαλιά [skorða'ʎa], en grec, també s'anomena αλιάδα [a'ʎaða]) és un puré espès o salsa de la cuina grega fets per la combinació d'all aixafat amb una base que pot ser un puré de patata, d'anous, d'ametlles, o de pa dur remullat, i després sucat en oli d'oliva per fer-ne una emulsió suau. També s'hi afegeix sovint vinagre. Les variants poden incloure ous com emulgents i ometre o reduir la major part d'ingredients, cosa que pot donar resultats semblants a l'allioli.
A les Illes Jòniques s'hi sol afegir miques de bacallà, en comptes de llimona i vinagre, i es menja com a plat principal (ve a ser una mena de brandada de bacallà amb all).
La skordalià se sol servir amb peix fregit arrebossat (en especial el bacallà o μπακαλιάρος [baka'ʎaros]), verdures a la brasa (en especial albergínia i carabassó), guisats de peix, verdures bullides (en especial remolatxa). A vegades es fa servir com a salsa o com aperitiu per sucar (com el tzatziki, la melitzanosalata o l'hummus).